# Eggenthal
Eggenthal là một đô thị ở Ostallgäu bang Bayern thuộc nước Đức.